# Аренцвари, Валентина Степановна
Валентина Степановна Аренцвари (в замужестве Южная, арм. Վալենտինա Արենզվարի; 12 февраля 1884 — 4 февраля 1943) — русская театральная актриса.

## Биография
Родилась 12 февраля 1884 года в семье, имеющей армянские корни. Её сёстры: Аренцвари Анастасия Степановна (в замужестве Апананская) и Аренцвари София Степановна (в замужестве Машкова) — жена художника Ильи Машкова.
Окончила с серебряной медалью драматическую школу при Московской консерватории. Выступала в малаховском Летнем театре, в числе её репертуара роли в спектаклях: «Мадам Сан-Жен», «Последняя воля», «Мистрисс Дот», «Без вины виноватые».
В 1907—1914 годах работала в Театре Корша, в 1915—1918 годах — в Московском драматическом, затем — в Малом театре. В 1920 году, во время Гражданской войны, эмигрировала за границу вместе со своим мужем, режиссёром — Яковом Давидовичем Южным. Осела в Берлине, где со своим мужем и Александром Южиным-Сумбатовым основала в 1921 году театр «Синяя птица» (Der Blaue Vogel).
Снималась в немом кино. В 1911 году в фильме «Оборона Севастополя» сыграла императрицу Евгению.
Умерла 4 февраля 1943 года в Берлине.